# Голубарь, Семён Григорьевич
Голубарь Семён Григорьевич (8 августа 1909, Корсунь, Киевская губерния — 23 февраля 1989, Кривой Рог, Днепропетровская область) — советский шахтёр, новатор производства, стахановец. Депутат Верховного Совета УССР 2—4-го созывов. Кандидат в члены ЦК КПУ в 1949—1960 годах.

## Биография
Родился 8 августа 1909 года в городке Корсунь Киевской губернии (ныне — город Корсунь-Шевченковский Черкасской области) в бедной крестьянской семье. С детства батрачил у зажиточных крестьян в Корсуне. Получил семилетнее образование.
В 1926 году пошёл работать на шахты Кривбасса. Сначала работал вспомогательным рабочим, лопатником, бурильщиком, крепильщиком, проходчиком, начальником смены на шахтах «Северная» и «КИМ» шахтоуправления имени Карла Либкнехта. В 1932—1935 годах участвовал в борьбе с басмачами на Памире.
С началом Великой Отечественной войны, в 1941 году, эвакуирован на Урал. Работал крепильщиком, начальником участка, бригадиром бурильщиков на шахте «Новая» Сарановского рудника Молотовской области. Участник скоростных проходок. Член ВКП(б) с 1944 года.
В 1946 году вернулся в Кривой Рог, работал крепильщиком, проходчиком, бригадиром проходчиков шахты «Новая» рудника имени Карла Либкнехта до 1960 года. Активно восстанавливал рудник после войны. Был инициатором организации комплексных бригад на проходческих работах. В 1949 году окончил курсы горных инженеров при Криворожском горнорудном институте. С 1949 года — начальник участка № 6 шахты «Новая» шахтоуправления имени Карла Либкнехта треста «Кривбассруда», начальник шахты № 8 того же шахтоуправления.
Делегат XVI—XVIII съездов КП Украины. Депутат Верховного Совета УССР 2—4-го созывов (1946—1958). Кандидат в члены ЦК КПУ в 1949—1960 годах.
Умер 23 февраля 1989 года в Кривом Роге.

## Память
В 1950 году писатель Иван Ле написал очерк «Знатный горняк Семён Голубарь»

## Награды
- два ордена Ленина (23.01.1948);
- медали.